# Carl von Linné el Jove
Carl von Linné el jove, Carl von Linné, en anglès: Carolus Linnaeus the Younger (20 de gener de 1741 – 1 de novembre de 1783) va ser un botànic suec. També és conegut com a Linnaeus filius (amb la signatura abreujada com a botanic: L.f.) per diferenciar-lo del seu famós pare Carolus Linnaeus.
Als nou anys entrà a la Universitat d'Uppsala i va ser alumne dels deixebles del seu pare, incloent Pehr Löfling, Daniel Solander i Johann Peter Falck. El 1763, amb només 22 anys, succeí el seu pare com a cap de medicina pràctica a Uppsala. La seva promoció com a professor, sense examinar-se ni defensar una tesi, causà ressentiment entre els seus col·legues.
L'obra de Carl von Linné el jove va ser modesta en comparació amb la del seu pare. La seva obra més coneguda és Supplementum Plantarum systematis vegetabilium del 1781, que conté descripcions botàniques del seu pare i els seus col·legues, editada i amb addicions pel seu fill.
Heretà les extenses col·leccions científiques del seu pare i la correspondència i maldà per conservar-la. Quan Linné el jove mori, a causa d'una icterícia contagiada a Londres, com que no tenia fills, la seva mare va vendre aquestes col·leccions al botànic anglès Sir James Edward Smith, qui les va donar a la Linnean Society of London.